# Zork I: The Great Underground Empire
 (août 2018).
Si vous disposez d'ouvrages ou d'articles de référence ou si vous connaissez des sites web de qualité traitant du thème abordé ici, merci de compléter l'article en donnant les références utiles à sa vérifiabilité et en les liant à la section « Notes et références ».
Zork I: The Great Underground Empire est un jeu vidéo du type fiction interactive entièrement textuelle. Il a été développé par Marc Blank, Dave Lebling, Bruce Daniels et Tim Anderson puis publié par Infocom en 1980. C'est le premier jeu d'Infocom et surtout le premier jeu de la série Zork, qui se poursuivra notamment avec Zork II et Zork III.
Zork I est le plus grand succès d'Infocom ; selon des documents internes, il s'est vendu à plus de 450 000 exemplaires entre 1980 et 1988. Malgré son interface vieillissante, le jeu continuait à se vendre par dizaines de milliers même à la fin des années 1980.

## Histoire
Zork a été développé par quatre étudiants du MIT passionnés d'Aventure et de Donjons et Dragons.  Ils se mettent à l'étude d'un jeu vidéo, qu'ils élaborent en quatre années de travail. Pour commercialiser le jeu, les quatre compères s'associent pour créer Infocom.

## Scénario
Zork se joue dans le Grand Empire Souterrain (The Great Underground Empire) et met le joueur dans la peau d'un aventurier en quête de trésors et de richesses. Le joueur doit répondre à des énigmes, combattre des monstres et explorer des grottes et des donjons. Il doit aussi trouver régulièrement des sources de lumière.

## Éléments
Les éléments principaux de l'univers de Zork sont : la rivière, le volcan, la maison blanche où commence l'aventure, et le roi Lord Dimwit Flathead le régent de l'empire.
Le volcan est un des passages célèbres de Zork pour le timbre trouvé pendant l'exploration du volcan, sur le timbre se trouve une description de Lord Dimwit Flathead des plus mémorables. La rivière fut l'un des lieux les plus difficiles à concevoir pour les programmeurs, notamment à cause du bateau, qui provoquait des bugs dans tout le jeu ; il faudra de nombreuses autres modifications pour que le jeu fonctionne de manière satisfaisante. La maison blanche est importante car c'est à l'intérieur que se trouve l'entrée du Grand Empire Souterrain. Le roi Lord Dimwit Flathead est le régent de l'empire, il dirige tout l'empire. D'autres éléments, comme la séquence Alice au pays des merveilles, resteront célèbres avec l'apparition du robot.